# Kennebecfloden

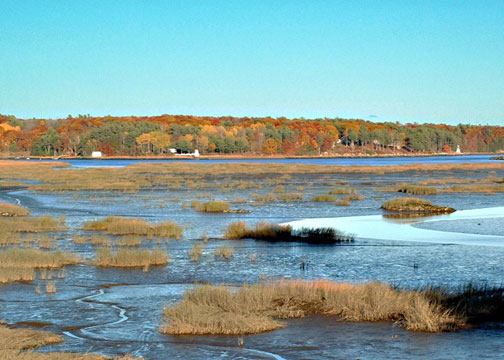
Kennebec söder om Bath

Kennebecfloden  (engelska: Kennebec River) är en 240 kilometer lång flod i delstaten Maine i USA som mynnar i Mainebukten.

## Historia
I april 1987 svämmade floden över.

### Fotnoter
1. ↑  Doug Harlow (1 april 2012). ”25 years ago today, Mother Nature went on a rampage” (på engelska). Central Maine. http://www.centralmaine.com/2012/04/01/mother-nature-went-on-a-rampage-in-1987/. Läst 7 november 2015.